# Norr-Hede
Norr-Hede är en tätort i Hede distrikt (Hede socken) i Härjedalens kommun. Norr-Hede ligger norr om Ljusnan och är ena halvan av samhället Hede.

## Befolkningsutveckling
| Befolkningsutvecklingen i Norr-Hede 1960–2020          | Befolkningsutvecklingen i Norr-Hede 1960–2020 | Befolkningsutvecklingen i Norr-Hede 1960–2020 | Befolkningsutvecklingen i Norr-Hede 1960–2020 | Befolkningsutvecklingen i Norr-Hede 1960–2020 |
| ------------------------------------------------------ | --------------------------------------------- | --------------------------------------------- | --------------------------------------------- | --------------------------------------------- |
|                                                        |                                               |                                               |                                               |                                               |
| År                                                     |                                               |                                               | Folkmängd                                     | Areal (ha)                                    |
| 1960                                                   | 1960                                          |                                               | 319                                           |                                               |
| 1965                                                   | 1965                                          |                                               | 258                                           |                                               |
| 1970                                                   | 1970                                          |                                               | 261                                           |                                               |
| 1975                                                   | 1975                                          |                                               | 271                                           |                                               |
| 1995                                                   | 1995                                          |                                               | 305                                           | 78                                            |
| 2000                                                   | 2000                                          |                                               | 298                                           | 79                                            |
| 2005                                                   | 2005                                          |                                               | 293                                           | 80                                            |
| 2010                                                   | 2010                                          |                                               | 261                                           | 79                                            |
| 2015                                                   | 2015                                          |                                               | 241                                           | 82                                            |
| 2020                                                   | 2020                                          |                                               | 225                                           | 82                                            |
| Anm.: Sammanvuxen med Hede 1980, utbruten ur Hede 1995 |                                               |                                               |                                               |                                               |